# Dromos

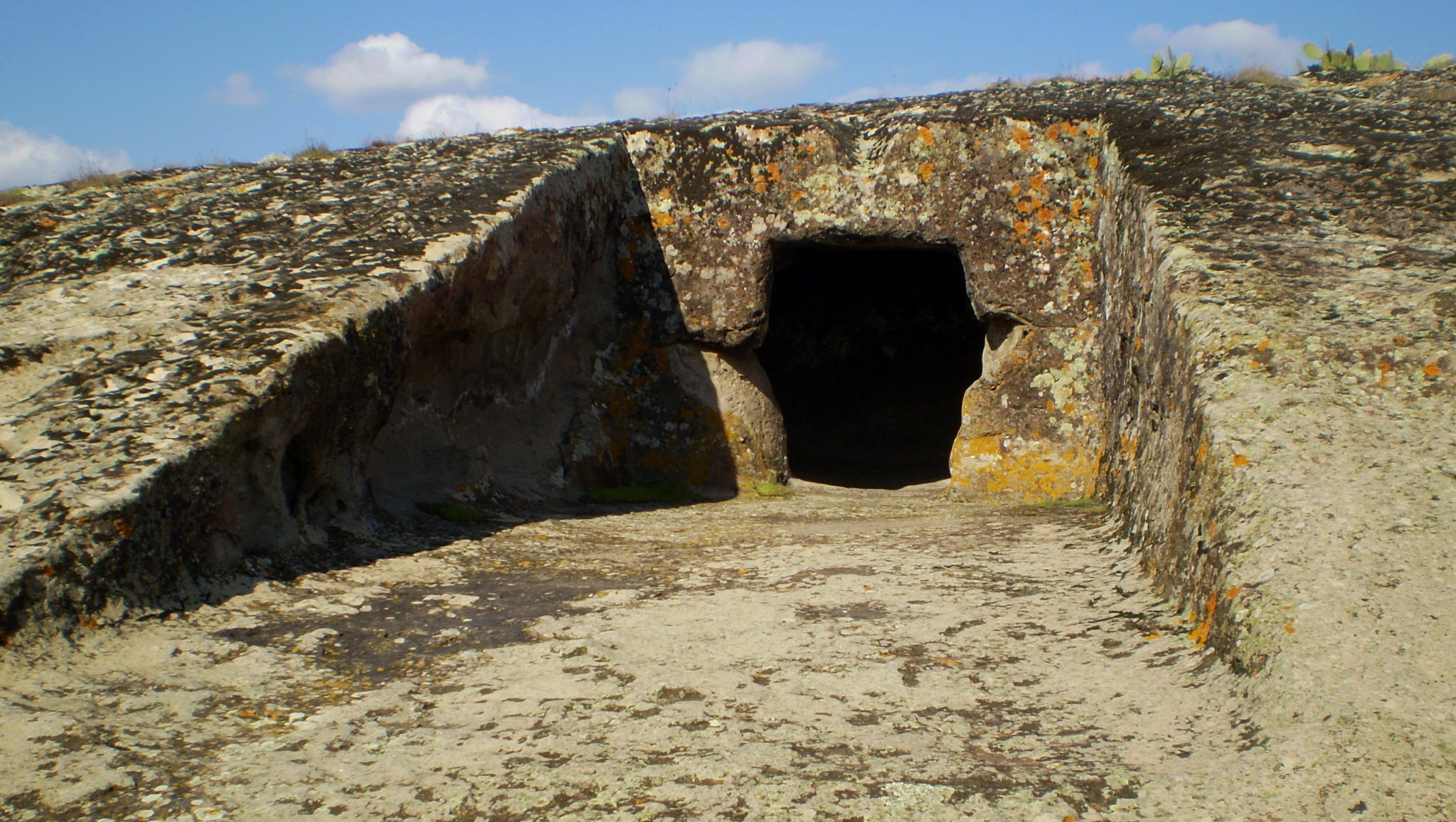
Il dromos della domus de janas di Genna Salixi, Ruinas (provincia di Oristano)

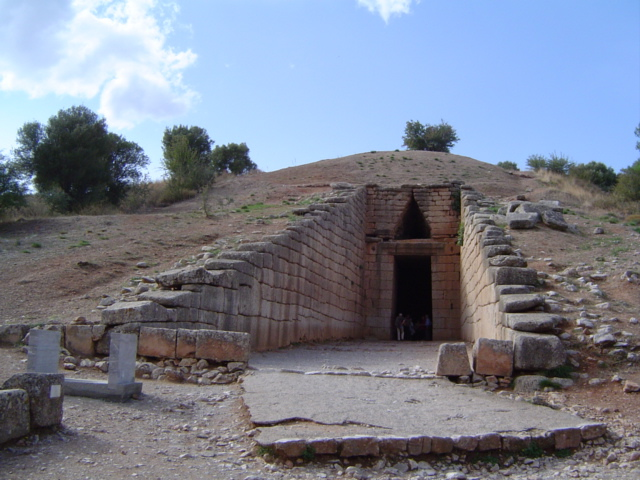
L'ingresso del Tesoro di Atreo, in Argolide

Un dromos, dalla parola greca δρόμος (drómos), è un passaggio o un viale di ingresso che conduce a un edificio, una tomba o una sala, le cui pareti tendono generalmente ad aumentare d'altezza man mano che si procede verso la tomba.

## Descrizione
Egitto
Nell'antico Egitto era un viale processionale, generalmente fiancheggiato da sfingi, che estendeva, verso l'esterno, l'asse rituale di un tempio per collegarlo ad un altro tempio o ad un molo sul Nilo. I più noti sono:
- il dromos che collega il primo pilone del tempio di Amon a Karnak con il molo di un canale del fiume Nilo, fiancheggiato da sfingi;
- il dromos che collega il tempio di Amon a Karnak al tempio di Mut, fiancheggiato da sfingi con corpo di leone e testa di ariete con corna ritorte (simbolo di Amon), datate durante la XIX dinastia, si collegano ad un lago artificiale attraverso il quale navigavano le barche sacre durante le grandi processioni che si svolgevano a Luxor durante la Festa di Opet;
- il dromos rettilineo di circa quattro chilometri che collega il tempio di Luxor con il Grande Tempio di Amon a Karnak, fiancheggiato da più di 700 sfingi; dell'epoca di Nectanebo I di cui rimangono solo le due sezioni estreme e una al centro della città moderna; il resto è sepolto sotto gli edifici;
- il dromos del Serapeo di Saqqara, scoperto dall'archeologo Auguste Mariette nel 1850, dell'epoca di Nectanebo I;
- il dromos che precede il tempio di Iside nell'isola di File, fiancheggiato da due colonnati realizzati dall'imperatore Augusto.

Grecia
Nell'antica Grecia si tratta di un elemento architettonico piuttosto utilizzato; un esempio di dromos si trova all'ingresso del Tesoro di Atreo, la più grande e famosa tomba a thòlos tra quelle rinvenute.
Italia
In Sardegna se ne hanno esempio nelle necropoli preistoriche note come Domus de Janas (4.000-2.800 a.C.);
Le tombe etrusche sono caratterizzate dalla presenza di un dromos che permette di accedere alla camere funerarie.